# An-Nijara
An-Nijara (arab. النيرة) – wieś w Syrii, w muhafazie Aleppo, w dystrykcie Afrin. W 2004 roku liczyła 122 mieszkańców.